# Abrotanella submarginata
Abrotanella submarginata A.Gray, 1862 è una pianta della famiglia delle Asteraceae.